# Green Light (canção de Lorde)
"Green Light" é uma canção da cantora e compositora neozelandesa Lorde. A canção, primeiro single do álbum Melodrama, foi lançada em 3 de março de 2017 através da Universal Music Group da Nova Zelândia. A faixa foi escrita por Lorde, Jack Antonoff e Joel Little e produzida por Lorde, Jack Antonoff e Frank Dukes.

## Antecedentes
Antes do lançamento do single, Lorde provocou os fãs e admirados em sua conta no Twitter, dizendo que "Green Light" seria "diferente e meio inesperado. Complexo e engraçado e triste e alegre e isso o faria dançar". Em uma entrevista com Zane Lowe à Beats 1, a cantora afirmou:

A canção trata sobre aqueles momentos em que sua vida muda de forma imediata em relação a coisas bobas e como você passa a agir diante disso. Eu digo "Ela acha que você ama a praia, você é um mentiroso". Que p****, ela acha que você gosta de praia? Você não gosta de praia. São esses tipos de coisas estúpidas. Soa tão feliz e as letras são intensas, obviamente. E eu percebi que eu era "como isso está soando tão alegre?". Percebi que é aquela garota bêbada que está dançando e chorando pelo ex-namorado que todos acham que é uma verdadeira bagunça. Essa é a noite dela e amanhã é o seu recomeço. E essa música é para mim.

## Composição
A canção foi escrita por Lorde, Jack Antonoff e Joel Little, com a produção de Lorde, Antonoff e  Frank Dakes. Green Light foi a primeira canção a ser escrita para seu novo álbum, Melodrama. A composição levou cerca de 18 meses. Liricamente, a canção é inspirada na primeira desilusão amorosa de Lorde. Revisores caracterizam as letras como "downtempo", além de ter uma "aceitação de anseio". De acordo com as partituras publicadas no site Musicnotes.com pela Sony/ATV Music Publishing, "Green Light" é definida em um tempo de condução de 128 batidas por minuto. A canção foi composta em Lá Maior, com vocais entre D3 e L4. A canção começa em solo, com um solitário piano de forma "lenta e estável" tornando o ritmo e levando a música a subir de notas quintas. Os primeiros pré-coros da canção, abarcados por uma "batida latejante", são iniciados por "letras que possuem trava-línguas, vocais de fundo misteriosos e efeitos eletrônicos de borbulha". o segundo pré-refrão, um "loop animado de piano e um tambor" acompanham Lorde com seu tom inquietante: "Mas eu ouço sons em minha mente / Novos sons em minha mente". O coro foi descrito pela BBC como eufórico, com a adição de palmas, além de baixo e cordas. A metáfora titular ocorre da seguinte forma: "Eu estou esperando por ela, aquela luz verde, eu quero". Revisores e analistas musicais atribuem à expressão "a luz verde" um significado de permissão para o canto seguir em frente e ir ao "futuro".
Rhian Daly, do NME, disse "a primeira faixa do Melodrama é diferente é inesperada. Para começar, ela soa mais irritada e mais teatral do que a sua estreia em 2013. Sua voz está mais grave, mais profunda e imersa na elegância e no equilíbrio a favor de emoções mais conflituosas. "Green Light" pode ser sobre despedidas com tons significativos dicotômicos, mas seu criador faz soar como a experiência mais libertadora de todos os tempos. É como uma onda de sentimentos esmagadores, vertiginosos e cheios de possibilidade para ser capaz de fazer qualquer coisa. É o tipo de música que você está constantemente em busca quando está preso em uma rotina - um foguete proverbial que o puxa pelo colarinho e te coloca novamente no caminho certo". Já a publicação diária online estadunidense Pitchfork atribuiu a "Green Light" como Best New Track (Melhor Canção Nova, em tradução livre), com a escritora Laura Snapes, chamando-a de um "retorno congestionado" e elogiando a "euforia" da canção. James Retting, da Stereogum, classificou a canção como "um número incandescente ue se sente como uma progressão natural do pop insular de Pure Heroine. Patrick Ryan, do USA Today, disse que a música é "diferente de qualquer outra coisa que ela tenha feito - ou francamente, qualquer lançamento pop dos últimos tempos - com mudanças frequentes de tempo, letras afiadas e sinceras e pré-coros."
Tanto o NME como o The Guardian elegeram "Green Light" como a melhor canção de 2017.

## Videoclipe
O videoclipe da canção "Green Light", dirigido por Grant Singer, foi lançado em 2 de março de 2017, juntamente com a música nas plataformas digitais.

## Desempenho nas tabelas musicais
| Tabela musical (2017)                                  | Melhor posição |
| ------------------------------------------------------ | -------------- |
| Alemanha (Media Control Charts)                        | 33             |
| Austrália (ARIA Charts)                                | 4              |
| Áustria (Ö3 Austria Top 40)                            | 19             |
| Bélgica (Ultratop 50 de Flandres)                      | 19             |
| Bélgica (Ultratop 40 da Valônia)                       | 49             |
| Canadá (Canadian Hot 100)                              | 9              |
| Escócia (The Official Charts Company)                  | 6              |
| Eslováquia (IFPI Slovenská Republika)                  | 23             |
| Espanha (Productores de Música de España)              | 13             |
| Estados Unidos (Billboard Hot 100)                     | 19             |
| Estados Unidos (Pop Songs)                             | 20             |
| Estados Unidos (Adult Pop Songs)                       | 18             |
| Estados Unidos (Alternative Songs)                     | 9              |
| Estados Unidos (Adult Alternative Songs)               | 4              |
| Estados Unidos (Adult Contemporary)                    | 29             |
| Estados Unidos (Dance Club Songs)                      | 34             |
| Estados Unidos (Rock Songs)                            | 9              |
| França (Syndicat National de l'Édition Phonographique) | 24             |
| Hungria (Magyar Hanglemezkiadók Szövetsége)            | 20             |
| Irlanda (Irish Recorded Music Association)             | 17             |
| Israel (Media Forest)                                  | 3              |
| Itália (Federazione Industria Musicale Italiana)       | 29             |
| Japão (Japan Hot 100)                                  | 95             |
| Nova Zelândia (NZ Top 40 Singles)                      | 1              |
| Países Baixos (MegaCharts)                             | 61             |
| Portugal (Portugal Digital Songs)                      | 22             |
| Reino Unido (UK Singles Chart)                         | 20             |
| Chéquia (IFPI Česká Republika)                         | 11             |
| Suécia (Sverigetopplistan)                             | 58             |
| Suíça (Schweizer Hitparade)                            | 19             |

| País (Empresa)        | Certificação |
| --------------------- | ------------ |
| Austrália (ARIA)      | 4× Platina   |
| Brasil (ABP)          | Ouro         |
| Canadá (CRIA)         | Platina      |
| Estados Unidos (RIAA) | Platina      |
| Itália (FIMI)         | Platina      |
| Noruega (IFPI)        | Ouro         |
| Nova Zelândia (RMNZ)  | Platina      |
| Reino Unido (BPI)     | Ouro         |

## Histórico de lançamento
| País           | Data               | Formato           | Gravadora(s)          |
| -------------- | ------------------ | ----------------- | --------------------- |
| Mundo          | 2 de março de 2017 | Download digital  | Universal Music Group |
| Reino Unido    | 3 de março de 2017 | Rádios mainstream | Universal Music Group |
| Estados Unidos | 7 de março de 2017 | Rádios mainstream | Lava, Republic        |